# Термине (Терни)
Термине је насеље у Италији у округу Терни, региону Умбрија.
Према процени из 2011. у насељу је живело 414 становника. Насеље се налази на надморској висини од 250 м.